# Liste der Kulturdenkmale in Krauschwitz (Sachsen)

Wappen von Krauschwitz

In der Liste der Kulturdenkmale in Krauschwitz sind die Kulturdenkmale der sächsischen Gemeinde Krauschwitz verzeichnet, die bis November 2018 vom Landesamt für Denkmalpflege Sachsen erfasst wurden (ohne archäologische Kulturdenkmale). Die Anmerkungen sind zu beachten.
Diese Aufzählung ist eine Teilmenge der Liste der Kulturdenkmale im Landkreis Görlitz.

## Klein Priebus
| Bild                                    | Bezeichnung | Lage                         | Datierung | Beschreibung                                                                            | ID       |
| --------------------------------------- | ----------- | ---------------------------- | --------- | --------------------------------------------------------------------------------------- | -------- |
| Direkt Bild zu diesem Denkmal hochladen | Schule      | Podroscher Straße 3 (Karte)  | Um 1910   | Im Reformstil der Zeit um 1910, baugeschichtlich und ortsgeschichtlich von Bedeutung    | 09277149 |
| Direkt Bild zu diesem Denkmal hochladen | Wohnhaus    | Podroscher Straße 16 (Karte) | Um 1850   | Eventuell Häusleranwesen, typisch für die Volksbauweise, baugeschichtlich von Bedeutung | 09277150 |

## Krauschwitz
| Bild                                    | Bezeichnung | Lage | Datierung | Beschreibung | ID       |
| --------------------------------------- | --- | --- | --- | --- | -------- |
| Direkt Bild zu diesem Denkmal hochladen | Waldeisenbahn Muskau (Sachgesamtheit) | (Flur 1; Flurstücke 43, 49, 53/4, 72/6, 116/4) (Karte)                                                                                                   | Ab 1895, Inbetriebnahme um 1900 | Sachgesamtheitsbestandteil der Sachgesamtheit Waldeisenbahn Muskau: Eisenbahnstrecke mit historischer Trasse als Sachgesamtheitsteil (siehe auch Sachgesamtheit 08975856); eisenbahngeschichtlich und ortsgeschichtlich von Bedeutung | 09303188 |
| Direkt Bild zu diesem Denkmal hochladen | Schrotholzscheune und Stallscheune eines Gehöftes | Alte Schloßstraße 4, 8 (Karte) | Um 1850 | Regionaltypisch, baugeschichtlich und wirtschaftsgeschichtlich von Bedeutung | 09277081 |
| Direkt Bild zu diesem Denkmal hochladen | Wohnhaus (Fachwerk, teils Schrotholz) | Am Dreieck 3 (Karte) | Um 1850 | Regionaltypisch, baugeschichtlich von Bedeutung | 09277091 |
|                                         | Wohnhaus und Scheune eines Gehöftes | Am Dreieck 18 (Karte) | Um 1850 (Scheune); um 1900 (Wohnhaus) | Regionaltypisch, baugeschichtlich von Bedeutung | 09277090 |
| Direkt Bild zu diesem Denkmal hochladen | Landschaftspark (Gartendenkmal) mitsamt der Alaunbergbaufolgelandschaft im Bergpark (Technisches Denkmal) ohne Einzeldenkmale | Bautzener Straße (Flur 1; Flurstücke 46, 47, 114/1, 115, 116/4, 117, 118, 119/1, 121/3, 122/1, 135, 122/2, 150/1, 151/1, 152/1, 153, 154, 155/2) (Karte) | 16. Jahrhundert bis 1864 (Alaunbergbau); ab 1815 (Parkanlage) | Sachgesamtheitsbestandteil der Sachgesamtheit Muskauer Park (ID-Nr. 09300367); gartenkünstlerisch, bergbaugeschichtlich sowie historisch von internationaler Bedeutung (Unesco-Weltkulturerbe)                                        | 09277079 |
| Direkt Bild zu diesem Denkmal hochladen | Schrotholz-Scheune | Bautzener Straße 14 (Karte) | 1. Hälfte 19. Jahrhundert | Ohne Anbauten, regionaltypisch, baugeschichtlich und wirtschaftsgeschichtlich von Bedeutung | 09277083 |
|                                         | Gasthaus zur Linde | Bautzener Straße 26 (Karte) | Im Kern 18. Jahrhundert | Baugeschichtlich und ortsgeschichtlich von Bedeutung | 09277085 |
| Direkt Bild zu diesem Denkmal hochladen | Schrotholz-Wohnhaus | Buchenweg 11 (Karte) | Um 1850 | Zum Teil durch Ziegel ersetzt, baugeschichtlich von Bedeutung | 09277140 |
| Direkt Bild zu diesem Denkmal hochladen | Kriegerdenkmal für die Gefallenen des Ersten und Zweiten Weltkrieges | Buchenweg 51 (bei) (Karte) | Nach 1918; nach 1945 | Ortsgeschichtlich von Bedeutung | 09299846 |
| Direkt Bild zu diesem Denkmal hochladen | Wohnhaus mit Nebengebäude | Feldweg 1 (Karte) | Um 1905 | Regionaltypische Klinkerbauweise, baugeschichtlich von Bedeutung | 09277087 |
| Direkt Bild zu diesem Denkmal hochladen | Scheune eines Bauernhofes | Forstweg 2 (Karte) | Um 1850 | Fachwerkscheune mit Schrotholzsockel, baugeschichtlich und wirtschaftsgeschichtlich von Bedeutung | 09277089 |
| Direkt Bild zu diesem Denkmal hochladen | Ehemaliges Verwaltungsgebäude der Keula-Hütte | Geschwister-Scholl-Straße 3 (Karte) | 1905 | Stattlicher Klinkerbau mit Wohnräumen, Einflüsse des Heimatstils, baugeschichtlich von Bedeutung | 09277092 |
| Direkt Bild zu diesem Denkmal hochladen | Wohnhaus (Fachwerk, teils Schrotholz) | Geschwister-Scholl-Straße 46 (Karte) | Um 1850 | Regionaltypisch, baugeschichtlich von Bedeutung | 09277094 |
| Direkt Bild zu diesem Denkmal hochladen | Mietshaus in offener Bebauung | Geschwister-Scholl-Straße 52 (Karte) | Um 1900 | Baugeschichtlich von Bedeutung | 09277095 |
| Direkt Bild zu diesem Denkmal hochladen | Schule | Geschwister-Scholl-Straße 99 (Karte) | 1958 | Ohne die beiden südlichen Flügel, Zeugnis früherer DDR-Architektur, bau- und ortsgeschichtlich von Bedeutung | 09277096 |
| Direkt Bild zu diesem Denkmal hochladen | Doppelwohnhaus | Geschwister-Scholl-Straße 103, 103a (Karte) | Um 1900 | Ziegel mit Putzgliederung, baugeschichtlich von Bedeutung | 09277097 |
| Direkt Bild zu diesem Denkmal hochladen | Villa Rohrmann und Villengarten | Geschwister-Scholl-Straße 111 (Karte) | Bezeichnet mit 1888 | Historistischer Bau mit reicher Dekoration, Anklänge an den Schweizer Stil, baugeschichtlich und ortsgeschichtlich von Bedeutung | 09277098 |
| Weitere Bilder                          | Verwaltungsgebäude des ehemaligen Steinzeugwerkes „Techkeram“ sowie achteckiger Turm | Geschwister-Scholl-Straße 122 (Karte) | Um 1900 (Wasserturm); bezeichnet mit 1934 (Verwaltungsgebäude) | Baugeschichtlich und technikgeschichtlich von Bedeutung | 09277099 |
| Direkt Bild zu diesem Denkmal hochladen | Schrotholz-Scheune eines Vierseithofes | Geschwister-Scholl-Straße 176 (Karte) | Um 1850 | Baugeschichtlich und wirtschaftsgeschichtlich von Bedeutung | 09277102 |
| Direkt Bild zu diesem Denkmal hochladen | Schrotholz-Scheune (ohne Anbau) | Geschwister-Scholl-Straße 188 (Karte) | Um 1850 | Umgesetzt, baugeschichtlich und wirtschaftsgeschichtlich von Bedeutung | 09277103 |
| Direkt Bild zu diesem Denkmal hochladen | Schrotholz-Scheune | Geschwister-Scholl-Straße 194 (Karte) | Um 1850 | Baugeschichtlich und wirtschaftsgeschichtlich von Bedeutung | 09277100 |
| Direkt Bild zu diesem Denkmal hochladen | Schrotholz-Scheune mit Wendezapfsäulen, mit Anbau | Geschwister-Scholl-Straße 201 (Karte) | Um 1830 | Baugeschichtlich und wirtschaftsgeschichtlich von Bedeutung | 09277104 |
| Weitere Bilder                          | Denkmal für Helmut Just | Görlitzer Straße (Helmut-Just-Stadion, hinter Görlitzer Straße 26) (Karte)                                                                               | 1972 | Geschichtlich von Bedeutung | 09277119 |
|                                         | Wasserturm | Görlitzer Straße 1 (Karte) | Um 1840 | Baugeschichtlich und technikgeschichtlich von Bedeutung | 09277127 |
| Direkt Bild zu diesem Denkmal hochladen | Wohnhaus | Görlitzer Straße 1 (Karte) | Um 1900 | Ehemaliges Kontorgebäude der Keulahütte, ortshistorische Bedeutung | 09277126 |
| Direkt Bild zu diesem Denkmal hochladen | Nebengebäude | Görlitzer Straße 1 (Karte) | Um 1850, Kern womöglich älter | Mit klassizistischen Elementen, baugeschichtlich von Bedeutung | 09277123 |
| Direkt Bild zu diesem Denkmal hochladen | Wohnhaus, Schrotholzscheune und zwei Seitengebäude eines Vierseithofes | Görlitzer Straße 21 (Karte) | Ende 19. Jahrhundert (Wohnhaus), Schrotholzscheune eventuell älter; bezeichnet mit 1882 und 1929 (Seitengebäude)                                                      | Die Scheune Schrotholzbauweise, regionaltypisch, baugeschichtlich und wirtschaftsgeschichtlich von Bedeutung; als Hausnummer 17 in der Denkmalliste (Stand 2018)                                                                      | 09277147 |
| Direkt Bild zu diesem Denkmal hochladen | Wohnhaus | Hammerstraße 1 (Karte) | Um 1910 | Mit Jugendstilelementen, baugeschichtlich von Bedeutung | 09277105 |
| Direkt Bild zu diesem Denkmal hochladen | Wohnhaus und Scheune eines Gehöftes | Hammerstraße 9 (Karte) | Um 1800 (Scheune); um 1900 (Wohnhaus) | Baugeschichtlich und wirtschaftsgeschichtlich von Bedeutung | 09277106 |
| Direkt Bild zu diesem Denkmal hochladen | Schrotholz-Wohnhaus | Heideweg 7 (Karte) | Um 1850 | Baugeschichtlich und sozialgeschichtlich von Bedeutung | 09277107 |
| Direkt Bild zu diesem Denkmal hochladen | Schrotholz-Wohnhaus | Heideweg 47 (Karte) | Um 1850 | Baugeschichtlich und sozialgeschichtlich von Bedeutung | 09277109 |
| Direkt Bild zu diesem Denkmal hochladen | Schule | Heinrich-Heine-Straße 4, 6 (Karte) | Bezeichnet mit 1899 | Baugeschichtlich und ortsgeschichtlich von Bedeutung | 09277122 |
| Direkt Bild zu diesem Denkmal hochladen | Schrotholz-Wohnhaus (mit Giebelumgebinde) | Heinrich-Heine-Straße 90 (Karte) | Um 1850 | Sockel Raseneisenerzsteine, baugeschichtlich und sozialgeschichtlich von Bedeutung | 09277110 |
| Direkt Bild zu diesem Denkmal hochladen | Schrotholz-Wohnhaus | Jämlitzer Weg 11 (Karte) | Um 1850 | Baugeschichtlich und sozialgeschichtlich von Bedeutung; als Hausnummer 96 in der Denkmalliste (Stand 2018) | 09277111 |
| Direkt Bild zu diesem Denkmal hochladen | Drei Kriegerdenkmale (1870/1871, Erster und Zweiter Weltkrieg) | Kirchstraße (Friedhof) (Karte) | Nach 1918; nach 1945 | Ortsgeschichtlich von Bedeutung | 09279080 |
|                                         | Kirche | Kirchstraße 7 (Karte) | 1926–1928 | Mit expressionistischen Gestaltungselementen, baugeschichtlich von Bedeutung | 09277112 |
| Direkt Bild zu diesem Denkmal hochladen | Wohnhaus und Scheune eines Gehöfts, mit Einfriedung | Krummer Weg 2 (Karte) | Um 1900 | Baugeschichtlich und wirtschaftsgeschichtlich von Bedeutung | 09277115 |
| Direkt Bild zu diesem Denkmal hochladen | Schrotholz-Wohnhaus und Scheune | Lange Straße 3 (Karte) | Um 1850 | Beide Gebäude hierher umgesetzt, Scheune Blockbohlenbauweise, baugeschichtlich und sozialgeschichtlich von Bedeutung | 09277116 |
| Direkt Bild zu diesem Denkmal hochladen | Arbeiterwohnhaus | Marienstraße 46 (Karte) | Um 1900 | Sozialgeschichtlich von Bedeutung | 09277118 |
| Direkt Bild zu diesem Denkmal hochladen | Arbeiterwohnhaus | Marienstraße 48 (Karte) | Um 1900 | Sozialgeschichtlich von Bedeutung | 09277000 |
| Direkt Bild zu diesem Denkmal hochladen | Arbeiterwohnhaus | Marienstraße 50 (Karte) | Um 1900 | Sozialgeschichtlich von Bedeutung | 09277029 |
| Direkt Bild zu diesem Denkmal hochladen | Wohnhaus in offener Bebauung | Mühlenstraße 28 (Karte) | Bezeichnet mit 1906 | Baugeschichtlich von Bedeutung | 09277080 |
| Direkt Bild zu diesem Denkmal hochladen | Wohnhaus eines Gehöftes | Muskauer Straße 108 (Karte) | Um 1850 | Backstein, sozialgeschichtlich von Bedeutung | 09277132 |
| Weitere Bilder                          | Obermühle: Wohnmühlenhaus und Mahlgebäude (Nr. 13), Speicher mit Ställen und Wohnraum, mit Holzgalerie (Nr. 11), sogenannter Neuer Speicher (Nr. 15) sowie Kornspeicher (sogenannter Alter Speicher) und Remise (Nr. 17) eines Mühlenanwesens, dazu ein Wehr, drei Brücken und das Hofpflaster | Obermühle 11, 13, 15, 17 (Karte) | Um 1850 (Oberlaube); um 1850 und um 1900 (Speicher, Ställe, Wohnraum); um 1900 (Mühle, Gebäude Nr. 13, Neuer Speicher Gebäude Nr. 15 und Kornspeicher Gebäude Nr. 17) | Baugeschichtlich und ortsgeschichtlich von Bedeutung | 09277134 |
| Direkt Bild zu diesem Denkmal hochladen | Wohnhaus und Stallscheune eines Gehöftes | Rothenburger Straße 40 (Karte) | Um 1905 | Baugeschichtlich und sozialgeschichtlich von Bedeutung | 09277138 |
|                                         | Villa | Waldweg 23 (Karte) | Um 1930 | Ehemaliges Beamtenwohnhaus in neoklassizistischen Formen, baugeschichtlich von Bedeutung | 09277144 |
| Direkt Bild zu diesem Denkmal hochladen | Schrotholz-Wohnhaus | Weinbergweg 1 (Karte) | 1835 laut Besitzer | Baugeschichtlich und sozialgeschichtlich von Bedeutung | 09277145 |

### Streichungen von der Denkmalliste (Krauschwitz)
| Bild                                    | Bezeichnung                                      | Lage                       | Datierung                       | Beschreibung | ID       |
| --------------------------------------- | ------------------------------------------------ | -------------------------- | ------------------------------- | --- | -------- |
| Direkt Bild zu diesem Denkmal hochladen | Seitengebäude und Backofenbau (ehemals Schmiede) | Am Dreieck 12 (Karte)      | 2. Hälfte 19. Jahrhundert       | Beides Backstein, Anwesen war ehemals Schmiede, ortsgeschichtlich von Bedeutung; nach 2014 von der Denkmalliste gestrichen | 09276997 |
| Direkt Bild zu diesem Denkmal hochladen | Ringofen mit Esse                                | Bautzener Straße 2 (Karte) | Letztes Viertel 19. Jahrhundert | Dokumentation erforderlich, technikgeschichtlich von Bedeutung; zwischen 2009 und 2013 abgerissen                          | 09279095 |
| Direkt Bild zu diesem Denkmal hochladen | Schrotholz-Wohnhaus                              | Waldweg 3 (Karte)          | Um 1850                         | Baugeschichtlich und sozialgeschichtlich von Bedeutung; nach 2014 von der Denkmalliste gestrichen                          | 09277143 |

## Pechern
| Bild                                    | Bezeichnung | Lage | Datierung                                    | Beschreibung                                                                                                   | ID       |
| --------------------------------------- | --- | --- | -------------------------------------------- | --- | -------- |
|                                         | Denkmal für die Gefallenen des Ersten Weltkrieges, mit Einfriedung                                                                               | Dorfstraße (bei der Kirche) (Karte)                                                                     | Nach 1918                                    | Stele mit ionischem Kapitell und Kreuz, ortsgeschichtlich von Bedeutung                                        | 09277151 |
| Direkt Bild zu diesem Denkmal hochladen | Wohnhaus (Fachwerk, Schrotholzsockel) und Seitengebäude eines Gehöftes                                                                           | Dorfstraße 78 (Karte)                                                                                   | Vor 1800 (Wohnhaus); um 1900 (Seitengebäude) | Baugeschichtlich und sozialgeschichtlich von Bedeutung                                                         | 09277153 |
| Direkt Bild zu diesem Denkmal hochladen | Wohnhaus, zwei Seitengebäude und Scheune eines Vierseithofes                                                                                     | Dorfstraße 80 (Karte)                                                                                   | Um 1900, womöglich etwas jünger              | Baugeschichtlich und wirtschaftsgeschichtlich von Bedeutung                                                    | 09277154 |
| Direkt Bild zu diesem Denkmal hochladen | Wohnhaus und Seitengebäude | Dorfstraße 84 (Karte)                                                                                   | Um 1900                                      | Weitgehend ursprünglich, baugeschichtlich und sozialgeschichtlich von Bedeutung                                | 09277155 |
| Weitere Bilder                          | Kirche | Dorfstraße 91 (Karte)                                                                                   | 18. Jahrhundert                              | Fachwerkkirche mit Walmdach und Dachreiter, Saalkirche, baugeschichtlich und ortsgeschichtlich von Bedeutung   | 09276505 |
| Direkt Bild zu diesem Denkmal hochladen | Ländliches Wohnhaus (Fachwerk) | Dorfstraße 94 (Karte)                                                                                   | Um 1800                                      | Baugeschichtlich und sozialgeschichtlich von Bedeutung                                                         | 09277156 |
|                                         | Mehrere Seitengebäude des ehemaligen Dominiums in Reihe sowie Wasserturm                                                                         | Dorfstraße 95, 96 (Karte)                                                                               | Um 1900                                      | Baugeschichtlich und ortsgeschichtlich von Bedeutung                                                           | 09277157 |
| Weitere Bilder                          | Mühle mit technischer Ausstattung, Wohnhaus und ehemaliger Mühlgraben                                                                            | Dorfstraße 100 (Karte)                                                                                  | Ende 19. Jahrhundert                         | Baugeschichtlich, ortsgeschichtlich und technikgeschichtlich von Bedeutung                                     | 09276504 |
| Direkt Bild zu diesem Denkmal hochladen | Ländliches Wohnhaus | Niederberg 49 (Karte)                                                                                   | Um 1910                                      | Regionaltypischer Ziegelbau, baugeschichtlich und sozialgeschichtlich von Bedeutung                            | 09277159 |
| Direkt Bild zu diesem Denkmal hochladen | Bergarbeitersiedlung (Colonie), bestehend aus zwei gegenüberliegenden Zeilen Reihenhäuser, zwei Doppelhäusern und den dazugehörigen Rückgebäuden | Siedlung 12, 13, 14, 15, 16, 17, 18, 19, 20, 21, 22, 23, 24, 25, 26, 27, 28, 29, 30, 31, 32, 33 (Karte) | Um 1912                                      | Für Bergarbeiter der nahegelegenen Kohlengrube gebaut, sozialgeschichtlich und ortsgeschichtlich von Bedeutung | 09277165 |
| Direkt Bild zu diesem Denkmal hochladen | Schule | Siedlung 34 (Karte)                                                                                     | 1913                                         | Ortsgeschichtlich von Bedeutung                                                                                | 09277164 |
| Direkt Bild zu diesem Denkmal hochladen | Wohnhaus eines Gehöfts | Wasserwerk 4 (Karte)                                                                                    | Um 1900                                      | Baugeschichtlich und sozialgeschichtlich von Bedeutung                                                         | 09277163 |

## Podrosche
| Bild                                    | Bezeichnung                                                                                             | Lage                              | Datierung                                                                         | Beschreibung | ID       |
| --------------------------------------- | --- | --------------------------------- | --------------------------------------------------------------------------------- | --- | -------- |
| Direkt Bild zu diesem Denkmal hochladen | Schule                                                                                                  | Daubitzer Straße 13 (Karte)       | Um 1920                                                                           | Ohne Anbau, Heimatstil, ortsgeschichtlich von Bedeutung | 09277172 |
|                                         | Grenzkirche Podrosche mit umgebendem Kirchplatz sowie Denkmal für die Gefallenen des Ersten Weltkrieges | Holunderweg 8 (Karte)             | 1907–1908 (Kirche); nach 1918 (Kriegerdenkmal)                                    | Baugeschichtlich und ortsgeschichtlich von Bedeutung | 09277167 |
| Direkt Bild zu diesem Denkmal hochladen | Gasthof mit allen drei Seitengebäuden                                                                   | Priebuser Straße 18 (Karte)       | 1. Hälfte 19. Jahrhundert (Gasthof); um 1900 (Seitengebäude)                      | Baugeschichtlich und ortsgeschichtlich von Bedeutung | 09277173 |
| Direkt Bild zu diesem Denkmal hochladen | Wohnstallhaus (Fachwerk) mit Schwarzer Küche                                                            | Priebuser Straße 19 (Karte)       | Vor 1800                                                                          | Sehr authentisch, baugeschichtlich und sozialgeschichtlich von Bedeutung | 09277175 |
| Direkt Bild zu diesem Denkmal hochladen | Wohnstallhaus (Fachwerk)                                                                                | Priebuser Straße 21 (Karte)       | Vor 1800                                                                          | Baugeschichtlich von Bedeutung | 09277174 |
| Direkt Bild zu diesem Denkmal hochladen | Pfarrhaus                                                                                               | Priebuser Straße 28 (Karte)       | 18. Jahrhundert (Kern)                                                            | Mit Anbauten, baugeschichtlich und ortsgeschichtlich von Bedeutung | 09277171 |
| Direkt Bild zu diesem Denkmal hochladen | Wohnhaus, Stall und Scheune eines Gehöfts (Taborhof)                                                    | Priebuser Straße 32 (Karte)       | Um 1700 (Scheune); um 1880 (Wohnhaus und Seitengebäude)                           | Baugeschichtlich von Bedeutung | 09277170 |
| Direkt Bild zu diesem Denkmal hochladen | Wohnhaus                                                                                                | Priebuser Straße 34 (Karte)       | Um 1890                                                                           | Baugeschichtlich von Bedeutung | 09277169 |
| Direkt Bild zu diesem Denkmal hochladen | Friedhof Podrosche (Sachgesamtheit)                                                                     | Priebuser Straße 37 (bei) (Karte) | um 1910                                                                           | Sachgesamtheit Friedhof Podrosche mit folgenden Einzeldenkmalen: Friedhofskapelle sowie sechs Grabmale an der Kapellenwand (siehe Einzeldenkmal 09277168); baugeschichtlich und ortsgeschichtlich von Bedeutung | 09303176 |
| Direkt Bild zu diesem Denkmal hochladen | Friedhofskapelle sowie sechs Grabmale an der Kapellenwand (Einzeldenkmal zu ID-Nr. 09303176)            | Priebuser Straße 37 (bei) (Karte) | Nach 1728, nach 1739, nach 1771, nach 1792 (Grabmale); um 1910 (Friedhofskapelle) | Einzeldenkmale der Sachgesamtheit Friedhof Podrosche; baugeschichtlich und ortsgeschichtlich von Bedeutung, Grabmale von künstlerischer Bedeutung                                                               | 09277168 |

## Sagar
| Bild                                    | Bezeichnung                                                   | Lage                                         | Datierung                             | Beschreibung                                                                                             | ID       |
| --------------------------------------- | ------------------------------------------------------------- | -------------------------------------------- | ------------------------------------- | --- | -------- |
|                                         | Schrotholz-Wohnhaus (ehemals Hof Kienast)                     | Am Berge 3 (Karte)                           | Vor 1800                              | Ehemaliger Hof Kienast aus Weißkeißel, OT Brand, transloziert nach Sagar, baugeschichtlich von Bedeutung | 09276399 |
| Direkt Bild zu diesem Denkmal hochladen | Schrotholz-Wohnhaus                                           | Am Berge 7 (Karte)                           | Vor 1850                              | Transloziert, baugeschichtlich von Bedeutung                                                             | 09276340 |
| Direkt Bild zu diesem Denkmal hochladen | Wohnhaus in Holzfertigbauweise                                | Brandstraße 25 (Karte)                       | Um 1925, womöglich jünger             | Womöglich der Fa. Christoph und Unmack, baugeschichtlich von Bedeutung                                   | 09277179 |
| Direkt Bild zu diesem Denkmal hochladen | Scheune                                                       | Im Tale 11 (Karte)                           | Um 1850                               | Verbrettert, Wendezapfsäulen, wirtschaftsgeschichtlich von Bedeutung                                     | 09277181 |
| Direkt Bild zu diesem Denkmal hochladen | Wohnhaus eines Gehöftes                                       | In den Wiesen 40 (Karte)                     | Um 1900                               | Baugeschichtlich von Bedeutung                                                                           | 09277180 |
| Direkt Bild zu diesem Denkmal hochladen | Scheune                                                       | Kuppatz 7 (Karte)                            | Um 1890                               | Zum ehemaligen Forsthaus gehörend, Blockbohlenbauweise, baugeschichtlich von Bedeutung                   | 09277194 |
|                                         | Schrotholz-Scheune und Backhaus                               | Neudorfer Straße 26 (Karte)                  | Um 1850 (Scheune); um 1890 (Backhaus) | Baugeschichtlich und sozialgeschichtlich von Bedeutung                                                   | 09277192 |
|                                         | Backhaus                                                      | Neudorfer Straße 30 (hinter) (Karte)         | Um 1900                               | Sozialgeschichtlich von Bedeutung                                                                        | 09299802 |
| Direkt Bild zu diesem Denkmal hochladen | Neue Schule                                                   | Schulstraße 27 (Karte)                       | 1927                                  | Ortsgeschichtlich von Bedeutung                                                                          | 09277195 |
| Direkt Bild zu diesem Denkmal hochladen | Schrotholz-Wohnstallhaus                                      | Skerbersdorfer Straße 45 (Karte)             | Wohl 18. Jahrhundert                  | Wohnteil Schrotholz, Stallteil Ziegel, baugeschichtlich und sozialgeschichtlich von Bedeutung            | 09277177 |
|                                         | Dampfmaschine mit großem Schwungrad und Fliehkraftregler      | Skerbersdorfer Straße 68 (Karte)             | Um 1880                               | Technikgeschichtlich von Bedeutung                                                                       | 09268911 |
| Weitere Bilder                          | Denkmal für die Gefallenen des Ersten Weltkrieges             | Unterdorf (Ecke Weißkeißeler Straße) (Karte) | Nach 1918                             | Ortsgeschichtlich von Bedeutung                                                                          | 09277190 |
| Direkt Bild zu diesem Denkmal hochladen | Wohnhaus der Bäckerei Diener, mit Backstube und Verkaufsladen | Unterdorf 17 (Karte)                         | Um 1905                               | Ortsgeschichtlich von Bedeutung                                                                          | 09277189 |
| Direkt Bild zu diesem Denkmal hochladen | Alte Schule mit Seitengebäude                                 | Unterdorf 42 (Karte)                         | 1881                                  | Ortsgeschichtlich von Bedeutung                                                                          | 09277193 |
| Direkt Bild zu diesem Denkmal hochladen | Remise mit darüberliegender Galerie                           | Unterdorf 48 (Karte)                         | Wohl um 1780                          | Baugeschichtlich von Bedeutung                                                                           | 09277188 |
| Direkt Bild zu diesem Denkmal hochladen | Wohnhaus eines Gehöfts                                        | Unterdorf 56 (Karte)                         | Um 1905                               | Weitgehend original, baugeschichtlich von Bedeutung                                                      | 09277187 |
| Direkt Bild zu diesem Denkmal hochladen | Wohnstallhaus                                                 | Unterdorf 65 (Karte)                         | Um 1850                               | Wohnteil Schrotholz, Stallteil Ziegel, baugeschichtlich und sozialgeschichtlich von Bedeutung            | 09277186 |
| Direkt Bild zu diesem Denkmal hochladen | Ehemaliges Forsthaus                                          | Unterdorf 82 (Karte)                         | Um 1890                               | Ortsgeschichtlich von Bedeutung                                                                          | 09277184 |
| Direkt Bild zu diesem Denkmal hochladen | Wohnhaus und Nebengebäude                                     | Unterdorf 90 (Karte)                         | Um 1930                               | Baugeschichtlich und baugeschichtlich von Bedeutung                                                      | 09277183 |
| Direkt Bild zu diesem Denkmal hochladen | Backhaus                                                      | Winkelstraße 2 (Karte)                       | Um 1900                               | Sozialgeschichtlich von Bedeutung                                                                        | 09277196 |
| Direkt Bild zu diesem Denkmal hochladen | Wohnhaus und Seitengebäude eines Gehöftes                     | Winkelstraße 5 (Karte)                       | Um 1895                               | Baugeschichtlich und wirtschaftsgeschichtlich von Bedeutung                                              | 09277197 |

## Skerbersdorf
| Bild                                    | Bezeichnung                                                  | Lage                                | Datierung                        | Beschreibung                                                                                          | ID       |
| --------------------------------------- | ------------------------------------------------------------ | ----------------------------------- | -------------------------------- | --- | -------- |
| Direkt Bild zu diesem Denkmal hochladen | Ländliches Wohnhaus                                          | Ausbauten 21 (Karte)                | Um 1850                          | Schrotholz und Fachwerk, baugeschichtlich und sozialgeschichtlich von Bedeutung                       | 09277208 |
| Direkt Bild zu diesem Denkmal hochladen | Scheune eines Gehöfts                                        | Bienengartenweg 13 (Karte)          | Um 1850                          | Blockbohlenbauweise, baugeschichtlich und wirtschaftsgeschichtlich von Bedeutung                      | 09277198 |
| Direkt Bild zu diesem Denkmal hochladen | Scheune eines Gehöfts                                        | Lindenstraße 3 (Karte)              | Um 1870                          | Preußisches Fachwerk, baugeschichtlich und wirtschaftsgeschichtlich von Bedeutung                     | 09277202 |
| Direkt Bild zu diesem Denkmal hochladen | Scheune                                                      | Lindenstraße 11 (gegenüber) (Karte) | Wohl um 1850                     | Fachwerkscheune, baugeschichtlich und wirtschaftsgeschichtlich von Bedeutung                          | 09277204 |
| Direkt Bild zu diesem Denkmal hochladen | Wohnhaus, Scheune und zwei Seitengebäude eines Vierseithofes | Mittelstraße 4 (Karte)              | Um 1900                          | Backstein, baugeschichtlich und wirtschaftsgeschichtlich von Bedeutung                                | 09277205 |
| Direkt Bild zu diesem Denkmal hochladen | Wohnhaus eines Gehöfts                                       | Mittelstraße 15 (Karte)             | Um 1910                          | Baugeschichtlich von Bedeutung                                                                        | 09277200 |
| Direkt Bild zu diesem Denkmal hochladen | Schrotholz-Scheune                                           | Zur Tanne 46 (Karte)                | Um 1850                          | Baugeschichtlich und wirtschaftsgeschichtlich von Bedeutung                                           | 09277207 |
| Direkt Bild zu diesem Denkmal hochladen | Schrotholzhaus und Backhaus eines Gehöftes                   | Zur Tanne 86 (Karte)                | Erdgeschoss und Backhaus um 1850 | Schrotholzhaus mit Giebel aus preußischem Fachwerk, Feldsteingründung, baugeschichtlich von Bedeutung | 09277199 |

## Werdeck
| Bild                                    | Bezeichnung                                   | Lage                   | Datierung | Beschreibung                                                                               | ID       |
| --------------------------------------- | --------------------------------------------- | ---------------------- | --------- | ------------------------------------------------------------------------------------------ | -------- |
| Direkt Bild zu diesem Denkmal hochladen | Wohnhaus und zwei Seitengebäude eines Gehöfts | Königshügel 28 (Karte) | Um 1910   | Typisch für die Volksbauweise, baugeschichtlich und wirtschaftsgeschichtlich von Bedeutung | 09277209 |

## Tabellenlegende
- Bild: Bild des Kulturdenkmals, ggf. zusätzlich mit einem Link zu weiteren Fotos des Kulturdenkmals im Medienarchiv Wikimedia Commons. Wenn man auf das Kamerasymbol klickt, können Fotos zu Kulturdenkmalen aus dieser Liste hochgeladen werden:
- Bezeichnung: Denkmalgeschützte Objekte und ggf. Bauwerksname des Kulturdenkmals
- Lage: Straßenname und Hausnummer oder Flurstücknummer des Kulturdenkmals. Die Grundsortierung der Liste erfolgt nach dieser Adresse. Der Link (Karte) führt zu verschiedenen Kartendiensten mit der Position des Kulturdenkmals. Fehlt dieser Link, wurden die Koordinaten noch nicht eingetragen. Sind diese bekannt, können sie über ein Tool mit einer Kartenansicht einfach nachgetragen werden. In dieser Kartenansicht sind Kulturdenkmale ohne Koordinaten mit einem roten bzw. orangen Marker dargestellt und können durch Verschieben auf die richtige Position in der Karte mit Koordinaten versehen werden. Kulturdenkmale ohne Bild sind an einem blauen bzw. roten Marker erkennbar.
- Datierung: Baubeginn, Fertigstellung, Datum der Erstnennung oder grobe zeitliche Einordnung entsprechend des Eintrags in der sächsischen Denkmaldatenbank
- Beschreibung: Kurzcharakteristik des Kulturdenkmals entsprechend des Eintrags in der sächsischen Denkmaldatenbank, ggf. ergänzt durch die dort nur selten veröffentlichten Erfassungstexte oder zusätzliche Informationen
- ID: Vom Landesamt für Denkmalpflege Sachsen vergebene, das Kulturdenkmal eindeutig identifizierende Objekt-Nummer. Der Link führt zum PDF-Denkmaldokument des Landesamtes für Denkmalpflege Sachsen. Bei ehemaligen Kulturdenkmalen können die Objektnummern unbekannt sein und deshalb fehlen bzw. die Links von aus der Datenbank entfernten Objektnummern ins Leere führen. Ein ggf. vorhandenes Icon  führt zu den Angaben des Kulturdenkmals bei Wikidata.